# Brunettia arnhemae
Brunettia arnhemae és una espècie d'insecte dípter pertanyent a la família dels psicòdids que es troba a Austràlia: el Territori del Nord.